# پورفیریو لوبو
پورفیریو لوبو سوسا (به انگلیسی: Porfirio Lobo Sosa) (زاده ۲۲ دسامبر ۱۹۴۷)، معروف به پپه لوبو، زمیندار ثروتمند و رئیس‌جمهور هندوراس از ژانویه ۲۰۱۰ تا ژانویه ۲۰۱۴ بود.
لوبو، محافظه کار و عضو حزب ملی این کشور است. وی معاون سابق در کنگره ملی هندوراس از سال ۱۹۹۰ و رئیس کنگره ملی هندوراس از سال ۲۰۰۲ تا ۲۰۰۶ بوده‌است.
لوبو در انتخابات سال ۲۰۰۵ با کسب ۴۶ درصد آرا، پس از مانوئل زلایا دوم شد. پس از کودتای نظامی ژوئن ۲۰۰۹ و سرنگونی زلایا، لوبو در انتخابات ریاست جمهوری ۲۰۰۹ به عنوان رئیس‌جمهور انتخاب شد.

## سرنگونی مانوئل زلایا
در سحرگاه ۲۸ ژوئن ۲۰۰۹ (۱۳۸۸/۴/۷) و تقریباً دو ساعت پیش از شروع همه‌پرسی پیرامون تشکیل یک مجلس موسسان با هدف اصلاح قانون اساسی این کشور، کودتاچیان با استفاده از ۲۰۰ سرباز آموزش دیده اقدام به حمله به کاخ ریاست جمهوری واقع در تگوسیگالپا کردند و خوزه مانوئل زلایا، رئیس‌جمهور هندوراس را که در خواب بود ربوده و از طریق هواپیما راهی پایگاهی نظامی در کاستاریکا و پس از آن در دومنیکن کردند.
همه‌پرسی مذکور به منظور گرفتن نظر مردم هندوراس پیرامون تشکیل یک مجلس موسسان با هدف اصلاح قانون اساسی این کشور که راه را برای انتخاب یک نامزد ریاست جمهوری، برای بیش از دو دوره متوالی، هموار می‌کرد، بود.
منتقدان، مانوئل زلایا را متهم می‌کنند که او با این کار قصد داشت قانون محدودیت انتخاب مجدد رئیس‌جمهوری را از قانون اساسی حذف کند و راه خود را برای انتخاب دوباره خود به مقام ریاست جمهوری هموار کند. از اینرو، تصمیم به برگزاری همه‌پرسی توسط دادگاه عالی هندوراس و کنگرهٔ این کشور غیرقانونی اعلام شد و ارتش هندوراس هم با آن مخالفت کرد. بعد از اینکه مانوئل زلایا بر ادامه روند برگزاری همه‌پرسی اصرار کرد، کنگره هندوراس با حمایت دادگاه عالی این کشور او را به دلیل نقض مکرر قانون اساسی از سمت خود برکنار کرد.
پس از ۱۶ ماه تبعید، مانوئل زلایا به‌طور مخفیانه به هندوراس بازگشت و اکنون نیز در سفارت برزیل در تگوسگالپا پایتخت زندگی می‌کند. لوبو و زلایا موافقتنامه‌ای را به منظور بازگشت زلایا به این کشور امضا کرده بودند که به ورود مجدد و فوری هندوراس به سازمان کشورهای آمریکایی منجر می‌شد.
یکی از شواهد دست داشتن آمریکا در این کودتا، اسنادی است که ویکی‌لیکس منتشر کرده‌است که از نقش محوری آمریکا پیش از کودتا در هندوراس، در حین انجام کودتا و پس از آن پرده برداشت.